# 機械じかけのマリー
『機械じかけのマリー』（きかいじかけのマリー）は、あきもと明希による日本の漫画作品。『LaLa』（白泉社）にて2020年5月号（2020年3月24日発売）に読み切り作品として掲載された後、2020年6月24日から2023年6月23日にかけて連載された。
続編である『機械じかけのマリー＋』が2025年4月24日より連載中。

## あらすじ
元天才格闘家のマリーは、大財閥の跡継ぎアーサーの専属メイドとなる。アーサーは冷酷かつ極度の人間嫌いであるため、マリーは自身をロボットと偽って働く。人間だとバレた場合、即処刑の危機がある。しかしアーサーは無機物には超絶優しく、マリーを溺愛する。
マリーは人間だとバレないよう、「恋人モード」「看病モード」などのアーサーからの要求に応じながらメイドとして働く。アーサーを狙う暗殺者が次々と現れ、マリーは彼らと日々戦う。マリーはロボットメイドとして日々努めるうちに、アーサーへの恋心を次第に自覚していく。
やがて、アーサーはマリーが人間であるという秘密を知る。しかし、アーサーはマリーがメイドを辞めることを恐れ、秘密を知っていることを隠す。マリーは人間だとバレたくなく、アーサーは秘密を知っていることを隠すという、互いに秘密を抱えた駆け引きが始まる。

## 登場人物
声の項はテレビアニメ版の声優。
マリー
声 - 東山奈央
元格闘家の経歴を持つ女性であり、現在はアーサーの家でロボットメイドとして住み込みのアルバイトをしている。表向きは冷静にロボットを装っているが、物語が進むにつれ、アーサーに対して特別な感情を抱き始める。
作者のあきもとによると、メイドという設定ありきでキャラクターを考案したが、せっかくならば戦うこともできる強いメイドの方が魅力的だと考えた結果、元格闘家という設定になったという。
アーサー
声 - 石谷春貴
大財閥の御曹司であり、表向きは冷酷だが、マリーの前では天然で甘えん坊な一面を見せる。何よりも「嘘をつく人間が嫌い」という性格を持つが、マリーが人間であることには気づかず、むしろ溺愛している。日々命を狙われているという背景から極度の人間不信に陥っている。
作者あきもとは、ギャップのある男性を描いてみたかったこと、またメイドにデレデレする御曹司という設定が珍しいと考えたことを、彼のキャラクター設定の理由として挙げている。
マリー2
声 - 小清水亜美
マリーの代わりに作られた本物のロボットメイド。本物のロボットであるため、マリーよりもロボットとしての性能が高く、表情も変わらない。
作者のあきもとによると、当初はマリーにとってのラスボス的な存在として考案されたが、連載継続によりレギュラーメンバーへと昇格した。性能の高さと無表情さがマリーの人間性を際立たせる役割を担っているという。
ノア
声 - 小林千晃
マリーを標的とする殺し屋。マリーをからかう目的で、頓知の利いた罠を仕掛けてくる。
作者あきもとによると、担当編集者の案をもとに誕生したキャラクターであり、作者自身にとってもまだ未知数な部分が多いという。また、描くのが最も難しいキャラクターであると述べており、そのミステリアスなキャラクター設定は担当編集者の指導によるものであることが明かされている。

## 制作背景
本作は、漫画家あきもと明希による初の連載作品である。もともとは『LaLaDX』に掲載される読み切り作品として描かれたが、好評を受けて『LaLa』本誌での連載に至った。あきもとはデビュー以来、ギャグ要素を含んだラブコメ作品を主に手がけており、本作もその流れを汲んでいる。当初、本作の連載は3話で終了する予定だったが、継続が決定したため、当初の予定よりも物語やキャラクター設定が拡張されている。あきもとは本作を制作するにあたって、言葉による説明を極力控え、絵で物語を伝えることを意識しているという。
影響を受けた作品について、あきもとは「特定の一冊を挙げるのは難しい」としつつも、少女漫画誌「りぼん」「ちゃお」「なかよし」などを購読していた経験を挙げ、特に亜月亮のギャグ漫画や、種村有菜の『神風怪盗ジャンヌ』の影響が大きかったと語っている。
「人間がロボットのふりをする」という本作の中心設定は、あきもとが以前から「人型ロボットがフィクションに定番として登場するなら、その逆も面白いのではないか」と考えていたことに由来する。また、主人公マリーの「強く戦えるメイド」という設定は、女の子が活躍する作品への憧れから生まれた。格闘技自体には詳しくないが、アクション映画『007』や『ジョン・ウィック』に影響を受け、戦闘シーンの演出やテンポ感を取り入れているという。

## 書誌情報
- あきもと明希『機械じかけのマリー』白泉社〈花とゆめコミックス〉、全6巻。
  1. 2020年12月4日発売[8]、ISBN 9784592220817
  2. 2021年6月4日発売[9]、ISBN 9784592220824
  3. 2021年12月3日発売[10]、ISBN 9784592220831
  4. 2022年7月5日発売[11]、ISBN 9784592220848
  5. 2023年2月3日発売[12]、ISBN 9784592220855
  6. 2023年9月5日発売[13]、ISBN 9784592221548

## テレビアニメ
2024年8月5日にテレビアニメ化が発表。2025年10月よりTOKYO MXほかにて放送予定。

### スタッフ
- 原作 - あきもと明希[4]
- 監督 - 西村純二[4]
- シリーズ構成 - 國澤真理子[4]
- キャラクターデザイン - 菊地洋子[4]
- 音楽 高梨康治、ヨハネス・ニルソン[4]
- アニメーション制作 - ゼロジー×リーベル[4]

### 放送局
| 放送期間     | 放送時間 | 放送局     | 対象地域   | 備考        |
| ------------ | -------- | ---------- | ---------- | ----------- |
| 2025年10月 - | 未発表   | TOKYO MX   | 東京都     |             |
|              |          | 読売テレビ | 近畿広域圏 |             |
|              |          | BSフジ     | 日本全域   | BS/BS4K放送 |